# 얀 무하
얀 무하(슬로바키아어: Ján Mucha, 1982년 12월 5일 ~ )는 슬로바키아의 전 축구 선수로 포지션은 골키퍼이다.

## 클럽 경력
무하는 고향 팀 TJ 슬로반 벨라나드키로호우에서 선수 생활을 시작하였다. 이후 그는 MSK 스리나를 거쳐 1997년 FK 인테르 브라티슬라바로 이적하였지만, 2년동안 A팀에 올라오지도 못하고 단 한 경기에도 출장하지 못했다. 이에 그는 2002년 여름 자국 리그의 MŠK 질리나로 이적을 선택하였고, 그해 슬로바키아 수페르리가 챔피언십에서 소속팀이 두 번째 우승컵을 들어올리는 데 결정적인 공헌을 하였다. 2005년에는 반 시즌 동안 1. HFC 후메네로 임대 이적해 활약하기도 하였다. 그리고 2005년 여름 그는 엑스트라클라사의 명문 클럽 레기아 바르샤바로 이적하였고, 이적 후 첫 해에는 소속팀에서 우카시 파비안스키의 백업 골키퍼로 기량을 쌓다가 2007년 파비안스키가 잉글랜드 프리미어리그의 아스널 FC로 이적을 하자 주전 골키퍼 자리를 꿰찼다.
이후 그는 팀의 주전으로 활약하며 소속팀에 2007-2008 시즌 폴란드 컵과 엑스트라클라사 슈퍼컵 우승을 이끌었고, 마침내 2010년 그는 잉글랜드 프리미어리그의 에버턴 FC로 이적을 하게 되어, 2010-11 시즌부터 잉글랜드 무대를 누비게 되었다.

## 국가대표팀 경력
얀 무하는 2008년 2월 헝가리와의 친선전에서 국가대표 데뷔전을 치렀고, 이후 2010년 FIFA 월드컵 유럽 지역 예선에서 대표팀의 주전 골키퍼로 활약하며 슬로바키아가 사상 처음으로 월드컵 본선에 오르는 데 큰 역할을 하였다.